# Choi Soo-young
Choi Soo-young (hangul: 최수영), även känd under artistnamnet Sooyoung, född 10 februari 1990 i Gwangju, är en sydkoreansk sångerska och skådespelare.
Hon har varit medlem i den sydkoreanska tjejgruppen Girls' Generation sedan gruppen debuterade 2007. Sooyoung har som skådespelare haft huvudroller i ett flertal TV-draman.

## Diskografi

### Soundtrack
| År   | Titel                   | Topplacering          | Serie          |
| År   | Titel                   | Sydkorea (Gaon Chart) | Serie          |
| ---- | ----------------------- | --------------------- | -------------- |
| 2008 | "Kkok" (med Kwon Yu-ri) | —                     | Working Mom    |
| 2014 | "Wind Flower"           | —                     | My Spring Days |

## Filmografi

### Film
| År   | Titel             | Roll           |
| ---- | ----------------- | -------------- |
| 2008 | Hello, Schoolgirl | Jeong Da-jeong |

### TV-drama
| År   | Titel                      | Kanal | Roll                |
| ---- | -------------------------- | ----- | ------------------- |
| 2008 | Unstoppable Marriage       | KBS   | Choi Soo-young      |
| 2010 | Oh! My Lady                | SBS   | gästroll            |
| 2011 | Paradise Ranch             | SBS   | Miss Soo (gästroll) |
| 2012 | A Gentleman's Dignity      | SBS   | gästroll            |
| 2012 | The 3rd Hospital           | tvN   | Lee Eui-jin         |
| 2013 | Dating Agency: Cyrano      | tvN   | Gong Min-young      |
| 2014 | My Spring Days             | MBC   | Lee Bom-yi          |
| 2016 | Perfect Sense              | KBS   | Eun-soo             |
| 2016 | 38 Revenue Collection Unit | OCN   | Cheon Sung-hee      |